# 파르히머 알레역
파르히머 알레역(U-Bahnhof Parchimer Allee)은 베를린 노이쾰른구 브리츠에 있는 U7의 역이다. 1930년대 이후 최초로 연장된 U7 구간에 있는 역 중 하나이며, 1963년 9월 28일에 개통했다. 역사의 북쪽은 파르히머 알레와 접해 있으며, 역사가 설치된 방향과 평행하게 프리츠로이터알레(Fritz-Reuter-Allee)가 지나간다. 역사는 베르너 뒤트만(Werner Düttmann)이 설계했다. 갈색 벽돌과 어두운 파란색 세라믹 타일로 외벽을 마감했고, 내부 기둥은 흰색 벽돌로 마감했다.
2008년에는 역 북쪽에 있는 주거단지의 이름을 따서 후프아이젠지들룽(Hufeisensiedlung)역으로 개명하려는 시도가 있었으나 시에서 거부했다.
원래는 2016년까지 엘리베이터가 설치될 예정이었다. 2018년 여름에 엘리베이터가 영업을 시작했으며 예산은 150만 유로가 소요되었다.
2018년 말 1960년대와 1970년대 서베를린에 건설된 도시 철도역 12곳의 일부로 베를린의 건축유산으로 지정되었다.
베를린 버스 M46번과 환승 가능하다.

## 인접 철도역
| 베를린 지하철 7호선                   | 베를린 지하철 7호선 | 베를린 지하철 7호선  |
| ------------------------------------- | ------------------- | -------------------- |
| 블라슈코알레 라트하우스 슈판다우 방면 | U7                  | 브리츠쥐트 루도 방면 |